# Deinocheilos
Deinocheilos es un género con dos especies de plantas  perteneciente a la familia Gesneriaceae.  Es originario de China donde se encuentra en Sichuan y Jiangxi.

## Descripción
Planta perenne acaulescente de hierbas en roseta. Con muchas hojas, alternas, pecioladas, lámina elíptica, dentadas. Las inflorescencias en cimas pedunculadas, con pocas a varias flores, bractéolas lineares. Sépalos libres, lineares. Corola de color blanco o púrpura pálido, tubular, bilabiado. El fruto es una cápsula cilíndrica, loculicida y dehiscente.

## Taxonomía
El género fue descrito por Wen Tsai Wang y publicado en Guihaia 6(1–2): 1. 1986.
Etimología
Deinocheilos: nombre genérico que deriva de las palabras griegas  δεινος, deinos = "excesivo, tremendo", y χειλος, cheilos = "labio", en alusión del gran labio inferior de la corola.

## Especies
- Deinocheilos jiangxiense W.T.Wang
- Deinocheilos sichuanense W.T.Wang